# Пихтовое (Омская область)
Пи́хтовое — посёлок в  Тарском районе Омской области России. Входит в состав Имшегальского сельского поселения. Население 58 чел. (2010) .

## История
В соответствии с Законом Омской области от 30 июля 2004 года № 548-ОЗ «О границах и статусе муниципальных образований Омской области» посёлок вошёл в состав образованного Имшегальского сельского поселения. 

## География
Расположен на северо-востоке региона, в таёжной зоне Западно-Сибирской равнины, на р. Зыряновка. 
Абсолютная высота — 115 м. над уровнем моря.

## Население
| 2002 | 2010 |
| ---- | ---- |
| 178  | ↘58  |

Гендерный состав
По данным Всероссийской переписи населения 2010 года в гендерной структуре населения из 58 человек мужчин — 32, женщин — 26 (55,2	и 44,8  % соответственно) .
Национальный состав
Согласно результатам переписи 2002 года, в национальной структуре населения русские составляли 73 % от общей численности населения в 178 чел. 

## Инфраструктура
Лесное хозяйство. 

## Транспорт
Лесные дороги. 